# Спартак і Калашников
«Спартак і Калашников» — російський художній фільм, вийшов 2002 року. Перший фільм режисера Андрія Прошкіна, за який він отримав премію «Золотий орел» за найкращий режисерський дебют в ігровому кіно.

## Зміст
Шурко ріс у дитбудинку і його єдиним другом став тямущий пес по кличці Спартак. Відважна вівчарка і підліток поневіряються по місту, потрапляючи в незвичайні місця і зустрічаючись з різними людьми. Товаришів чекають справжні випробування, коли їм доведеться зіткнутися з терористами, але завдяки відважним діям вони беруть гору і стають знаменитими.

## Ролі
| Актор                | Роль                           |
| -------------------- | ------------------------------ |
| Ярослав Рощин        | Шурко Калашников               |
| Гнат Акрачков        | єфрейтор Пурга                 |
| Григорій Христофоров | Чуня                           |
| Євген Крайнов        | Жила                           |
| Володимир Меньшов    | полковник Єгоров               |
| Андрій Панін         | Марат Іванович                 |
| Ірина Розанова       | Сніжана                        |
| Григорій Сиятвинда   | Том                            |
| Юрій Степанов        | Фальків                        |
| Дар'я Єкамасова      | Віра Дудкіна Чиччоліна         |
| Олена Захарова       | Оксана                         |
| Ірина Пегова         | ветлікар                       |
| Борис Корчагін       | Сопля                          |
| Андрій Леонченко     | Мокриця                        |
| Максим Самбурін      | Паштет                         |
| Олена Фоміна         | Іра                            |
| Ольга Прохватило     | продавчиня морозива на вокзалі |

## Цікаві факти
- У кінокартині «Спартак і Калашников» в ролі собаки-вівчарки знялися 14 собак. Головного героя Спартака грали 7 двомісячних цуценят, 2 п'ятимісячних і чотири дорослі вівчарки. В одному з кадрів була використана навіть східно-європейська вівчарка, яку перед зйомкою просто загримували. Також знімалося три білих пуделя, одна чихуахуа, чорний тер'єр, і в маленьких епізодах різний безліч інших собак. Практично постійно на майданчику знаходилися дві вівчарки Яго ф. Артемісцвінгер Юлі Петровічева і Альб з Наташинская Ставків Даші Єзерський. Вівчарка Костянтина Карапетянца знялася в епізоді, який в остаточний варіант фільму не увійшов. Ще одна вівчарка працювала тільки в епізоді бійки в підвалі і кусання «поганих хлопчишів» за попу, а також в маленькому пробігу на вокзалі.

Перший знімальний день знімали епізод з «хворою собакою». Яша і Альб перед зйомкою з ранку пробігли по 15 км з лижником. А потім з успіхом зіграли « хвору» собаку.

## Знімальна група
- Режисер — Андрій Прошкін
- Сценарист — Алла Криницина
- Продюсер — Олександр Котелевський, Федір Попов
- Композитор — Володимир Чекасін